# Gia Viên
Gia Viên là một phường thuộc thành phố Hải Phòng, Việt Nam.

## Địa lý
Phường Gia Viên có vị trí địa lý:
- Phía đông giáp phường Đông Hải và phường Hải An.
- Phía tây giáp phường Hồng Bàng và phường Lê Chân.
- Phía nam giáp phường Hưng Đạo với ranh giới tự nhiên là sông Lạch Tray.
- Phía bắc giáp phường Ngô Quyền.

## Lịch sử
Ngày 15 tháng 1 năm 1981, UBND TP. Hải Phòng ban hành Quyết định số 83/QĐ-UBND về việc:
- Thành lập phường Gia Viên thuộc quận Ngô Quyền.
- Thành lập phường Lạc Viên thuộc quận Ngô Quyền.
- Thành lập phường Máy Tơ thuộc quận Ngô Quyền.

Ngày 20 tháng 7 năm 2022, HĐND TP. Hải Phòng ban hành Nghị quyết số 26/NQ-HĐND về việc:
1. Phường Gia Viên
- Thành lập tổ dân phố số 2 trên cơ sở 2 tổ dân phố: số 4, số 5 và một phần của tổ dân phố số 17.
- Thành lập tổ dân phố số 5 trên cơ sở 2 tổ dân phố: số 12, số 14, một phần của tổ dân phố số 13 và một phần của tổ dân phố số 15.
- Thành lập tổ dân phố số 6 trên cơ sở 3 tổ dân phố: số 16, số 18, số 19, một phần của tổ dân phố số 13, một phần của tổ dân phố số 15 và một phần của tổ dân phố số 17.

2. Phường Lạc Viên
- Sáp nhập tổ dân phố số 2 vào tổ dân phố số 1.
- Thành lập tổ dân phố số 2 trên cơ sở 3 tổ dân phố: số 3, số 4, số 5.
- Thành lập tổ dân phố số 3 trên cơ sở 3 tổ dân phố: số 6, số 7, số 8.

3. Phường Máy Tơ
- Thành lập tổ dân phố số 2 trên cơ sở 3 tổ dân phố: Phạm Minh Đức 1, Lương Văn Can, Đà Nẵng 2.
- Thành lập tổ dân phố số 6 trên cơ sở 3 tổ dân phố: Nguyễn Trãi 3, Nguyễn Trãi 4, Lê Thánh Tông, một phần của tổ dân phố Máy Tơ và một phần của tổ dân phố Nguyễn Trãi 2.
- Thành lập tổ dân phố số 7 trên cơ sở 2 tổ dân phố: Võ Thị Sáu 1, Trần Khánh Dư 2, một phần của tổ dân phố Máy Tơ và một phần của tổ dân phố Nguyễn Trãi 2.
- Đổi tên tổ dân phố số 10 thành tổ dân phố số 8.

Ngày 24 tháng 10 năm 2024, Ủy ban Thường vụ Quốc hội ban hành Nghị quyết số 1232/NQ-UBTVQH15 về việc sắp xếp đơn vị hành chính cấp huyện, cấp xã của thành phố Hải Phòng giai đoạn 2023 – 2025 (nghị quyết có hiệu lực từ ngày 1 tháng 1 năm 2025). Theo đó, sáp nhập toàn bộ 0,36 km² diện tích tự nhiên, quy mô dân số là 12.355 người của phường Lạc Viên và toàn bộ 1,47 km² diện tích tự nhiên, quy mô dân số là 14.361 người của phường Máy Tơ vào phường Gia Viên.
Phường Gia Viên có 2,09 km² diện tích tự nhiên và quy mô dân số là 38.873 người.
Ngày 16 tháng 6 năm 2025, Ủy ban Thường vụ Quốc hội bàn hành Nghị quyết sắp xếp các đơn vị hành chính cấp xã thuộc thành phố Hải Phòng năm 2025. Theo đó, sắp xếp toàn bộ diện tích tự nhiên, quy mô dân số của phường Đằng Giang, một phần diện tích tự nhiên, quy mô dân số của phường Cầu Đất, phường Lạch Tray, phường Gia Viên và phường Đông Khê thành phường mới có tên gọi là phường Gia Viên.
Căn cứ theo đề án sắp xếp đơn vị hành chính cấp xã của thành phố Hải Phòng năm 2025, phường Gia Viên được thành lập từ:
- Toàn bộ diện tích tự nhiên là 1,88 km² và quy mô dân số là 22.087 người của phường Đằng Giang;
- Một phần diện tích tự nhiên là 0,49 km² và quy mô dân số là 18.938 người của phường Gia Viên;
- Một phần diện tích tự nhiên là 1,31 km² và quy mô dân số là 16.387 người của phường Đông Khê;
- Một phần diện tích tự nhiên là 0,38 km² và quy mô dân số là 12.239 người của phường Cầu Đất;
- Một phần diện tích tự nhiên là 0,95 km² và quy mô dân số là 32.595 người của phường Lạch Tray.

Phường Gia Viên có diện tích tự nhiên là 5,01 km2 (đạt 91,09% so với quy định), quy mô dân số là 102.246 người (đạt 227,21 % so với quy định).